# Dick Figures: La Película
Dick Figures: La Película es una película de animación 2D Comedia, Acción y Ciencia Ficción producida por Remochoso y distribuida por Six Point Harness en asociación con Mondo Media. La película es basada en la serie de YouTube de Mondo Mini Shows, Dick Figures. La película es dirigida por Ed Skudder y Zack Keller, producida por Andy Fiedler y Nick Butera y con las voces de Ed Skudder, Zack Keller, Ben Tuller, Shea Logsden, Mike Nassar y Lauren K. Skolov.

## Trama
Comienza con el narrador mostrando que un meteoro va directo hacia la tierra, mientras que los personajes de la serie salen del autobús de la escuela primaria. Después azul camina accidentalmente sobre el parque de los estudiantes de 5.º grado ", Broseph, el líder de los estudiantes de 5.º grado, tiene que superar hasta Azul. Son interrumpidos por la llegada del meteoro que se estrella contra Broseph, causándole la muerte. En el cráter, Se muestra a Rojo emerge y golpea a todos los alumnos de quinto grado. Azul agradecido promete su mejor amigo pase lo que pase. La película pasa a través de un montaje de tiempo de Rojo y Azul a través de la escuela hasta que los dos se gradúan de la universidad; Azul trata de ser un estudiante de conciencia mientras que Rojo vive un estilo de vida irresponsable y gran parte hedonista.
En la actualidad, Rojo y Azul están viviendo juntos como compañeros de habitación en su apartamento, Azul está en una relación con Rosa. Rojo todavía tiene su comportamiento crudo. Cuando el cumpleaños de Rosa se acerca, Azul habla con Rosa sobre conseguir el mejor regalo de cumpleaños de todos, pero no ha conseguido nada. Rojo indica que van ver el mapache (Papa-san) a su casa de empeño para un regalo para conseguir a Rosa.
Ambos se reúnen con el mapache y este les cuenta una historia de cuando vivía en el antiguo Japón. Su pueblo cayó bajo el ataque de Lord Takagami y su ejército de demonios. El Mapache, armado con la gran espada del destino, combate sin ayuda del ejército, pero cae en rabia al ver a su esposa siendo tragada por Ocho Muerte, un gran pulpo. Con su ira, mató a todo el ejército y cuando estaba a punto de dar el golpe de muerte, Lord Takagami lo maldijo y dividió la Espada en tres pedazos. Después de la batalla, Papa-san se dio cuenta de que él destruyó todo Japón, durante el ataque; terminó siendo desterrado por sus parientes, para no volver jamás. Si Azul encuentra la Espada y la devuelve a él, él dará azul el regalo perfecto para Rosa. Azul regañadientes acepta la misión después de ser llamado 'marica' de Rojo y el mapache.
Inician el paseo en un crucero de bebidas alcohólicas, Rojo y Azul llegan a Japón y se reúnen con el hijo del mapache, Hijo-san. Después de que Azul se encuentra a él que no están recibiendo la Espada de Papa-san, que se dirigen hacia una montaña, sólo para descubrir la empuñadura de la espada y de un gran mapa con las ubicaciones de las otras piezas (la cuchilla y una joya). Su recuperación de la empuñadura despierta Takagami y sus ninjas, quien los atrapa. El dúo se escapa al mar en un bote de remos, y finalmente terminan en el medio de la nada durante una tormenta que se aproxima. Rojo le pregunta a Azul para que quiere hacer la búsqueda de Rosa, y Azul le explica a Rojo que ama a Rosa. Rojo le revela que la razón para golpear a los estudiantes de 5.º grado de vuelta cuando se conocieron era para impresionar a las niñas, sin querer admite que nunca ha pensado en Azul como su amigo. Traicionado por esta revelación, Azul pelea con él, enfadado diciendo que su amistad ha terminado. Los rayos caen en el bote y una gran ola que los barre. Mientras tanto, Rosa vuelve cada vez más preocupada por la desaparición de Azul después de llamarlo varias veces (su teléfono después de haber estado perdido en el océano).
Azul despierta para descubrir que él y Rojo han llegado en una isla paradisíaca, que Rojo incendia al tratar de broncearse. Ellos son rescatados en un avión por un piloto británico alcohólico llamado Capitán Crookygrin, que era un viejo amigo del propietario del Sr. Dingleberry que volvió en la Segunda Guerra Mundial, y ha sido enviado para que dejen de encontrar la Gran Espada del Destino. Por suerte, Crookygrin tiene ceguera alcohólica, y no puede reconocerlos a partir de imágenes. Vuelan a París, Francia, pero de repente son atacados por los ninjas de Takagami en mochilas propulsoras. Azul les mantiene a raya con la ametralladora del avión, sin embargo se estrellan, con Crookygrin siendo mortalmente herido. Les dice que deben encontrar la hoja de la espada en 'Le Tour Eiffel "(la Torre Eiffel), y la cabeza en un restaurante donde se encuentran su amigo Lord Tourettes tocando el acordeón a los comensales. En el exterior, el Sr. Dingleberry dirige la policía francesa a seguirlos, y se revela que él está tomando órdenes de Takagami, quien prometió una recompensa por su ayuda; matar a Dingleberry. La policía francesa descubre a los tres amigos en el interior del restaurante y los persiguen a la Torre Eiffel, donde Azul une la empuñadura con la cuchilla mientras Lord Tourettes distrae a la policía con una canción de cuna. Rojo y Azul vuelven a su ciudad natal en los Estados Unidos para encontrar la joya que va con la hoja, según una carta dada a ellos por Crookygrin.
La Fiesta de cumpleaños de Rosa ya ha comenzado, y Rojo abandona azul para ir de fiesta, dejándole una gran frustración a Azul. Azul decide terminar la búsqueda solo, justo por ser capturado por Takagami y llevado a una montaña cercana / volcán, donde la joya descansa. Takagami reúne la joya con la Espada, y lanza a Azul en la lava. Rojo y El Mapache llegan a tiempo para salvar a Azul y apoderarse de la espada; una batalla sobreviene con Rojo y Azul en una lucha contra los ninjas mientras que El Mapache lucha contra Takagami con la Gran Espada del Destino. El Mapache le corta la máscara a Takagami y descubre que Takagami es realmente su padre: Padre-san. Cuando se preguntó por su hijo por qué se hizo el mal y comenzó a matar gente, Padre-san responde que era para vengar a cada persona que ha muerto. El mapache señala lo obvio que acaba matando a más gente, hay más gente que vengar, Padre-san dice que podría seguir matando para la eternidad como resultado. El Mapache le decapita, y sus restos caen en la lava, pero su cabeza emerge, transformándose en Ocho Muerte, que se dirige a atacar a su pueblo.
Azul, Rojo, y El Mapache llegan a la fiesta de Rosa antes de que Ocho Muerte pueda lastimar a Rosa. Ocho Muerte devora al Mapache y se trata de comer a Rosa también, pero no antes de que Azul la rescata con la Espada. Azul se cae sobre una repisa y Rojo lo salva y con la espada, y después de algunas deliberaciones Rojo agarra a Azul y tira la espada. La espada cae en la boca de Ocho Muerte, que lo mata en una explosión de luz.
Como el polvo se asiente, Rojo le pide disculpas a Azul por ser un mal amigo, revelándole que nunca ha tenido un verdadero amigo antes, y promete cambiar (aunque sólo un poco). Ellos encuentran al Mapache vivó y con su esposa Mama-san. Él le revela que él envió a Azul y a Rojo en la búsqueda en la última instancia, para rescatar a su esposa, pero como resultado de la experiencia de Rojo y Azul han reafirmado su amistad. A cambio de la valentía de Azul, Mama-san le da a Azul y a Rosa la flor de loto que Papá-san le dio una vez a su esposa. Rosa besa a Azul. Rojo y Azul celebran su aventura con un choque de cinco indicando el cierre de la película.

## Reparto
- Ed Skudder como Rojo / Mapache (Papa San) / Mama san /Hijo san / Grandson san / Esposa san / Sr. Dingleberry / El mismo / Cookiberry / 8bt / Chica de la escuela japonesa / Voces acodicionales
- Zack Keller como Azul / Trollz0r (Jason) / Chico japonés / Narrador
- Shea Logsden como Rosa.
- Lauren K. Skolov como Stacy
- Eric Bauza como Lord Takagami (Padre San) / Ocho Muerte
- Ben Tuller como Lord Tourrettes.
- Mike Nassar como Broseph.
- Chad Quandt como Policía Chad
- Nick Ainsworth como Vendedor de Paraguas
- Nick Keller como Zack Keller, Nikos
- Lynn Wang as Madre francés
- Brock Gallagher como Bully, Dock Worker #2
- John Dusenberry como Ghetto Cutter, Cutter Frances
- Dave McElfatrick como Guardián #1
- Rob DenBleyker como Guardián #2
- Ashley Shelhon como Operadora de servicios de Rescates global
- David Hailey como Dock Worker, Cumulonimbus Ninja, Dock Worker #1, Padre francés
- Brendan Haines como Steve, Chico en el Bote con TNT , Ninja Herido
- Tom Ridgewell como Policía francés